# Люб'єтова
Люб'єтова́ (словац. Ľubietová) — село в Банськобистрицькому окрузі Банськобистрицького краю Словаччини. Перша письмова згадка про село датується 1379 роком.

## Населення
| Рік:            | 1994. | 2004.   | 2014.    | 2024.   |
| --------------- | ----- | ------- | -------- | ------- |
| Кількість осіб: | 974   | 986     | 1171     | 1269    |
| Різниця:        |       | +1,23 % | +18,76 % | +8,36 % |

| Рік:            | 2023. | 2024.   |
| --------------- | ----- | ------- |
| Кількість осіб: | 1278  | 1269    |
| Різниця:        |       | -0,70 % |

Етнічний склад населення станом на 2001 рік: словаки — 98,48 %, чехи — 0,71 %, поляки — 0,1 %, українці — 0,2 %, угорці — 0,1 %.
Станом на 31 грудня 2010 року в селі проживало 1 043 особи, з них 515 чоловіків та 528 жінок.